# Saudi Aramco
Saudi Aramco (до 1988 року — Arabian American Oil Company, з листопада 1988 — Saudi Arabian Oil Company) — найбільша за видобутком і запасами нафти компанія планети, національна нафтова компанія Саудівської Аравії. Створена 1933 року приватним бізнесом США та урядом Саудівської Аравії, у створенні брали участь Standard Oil Company of New Jersey, Standard Oil of California, Texaco (по 30% акцій) та Socony-Vacuum Oil Company (10%). Поступово компанія перейшла під контроль саудівського уряду, який володіє 100% акцій компанії, та 1988 року змінив назву на сучасну.

## Історія

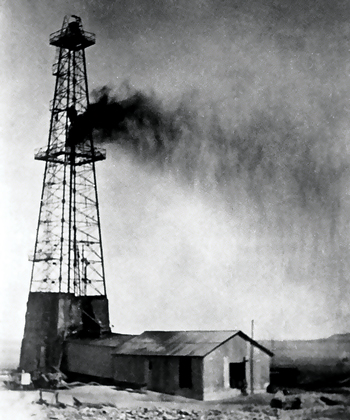
Перша нафтова свердловина компанії, 1938

### Заснування
Заснована 1933 року в штаті Делавер під назвою California Arabian Standard Oil Co. у результаті концесійної угоди уряду Саудівської Аравії з американською нафтовою компанією Standard Oil of California. У 1944 році перейменована в Aramco. Акціонерами Арамко були американські нафтові монополії «Standard Oil of California», «Exxon», «Texaco» та інші.

### Друга половина XXст.
До 1973 року компанія вела видобуток на засадах концесії, в січні 1973 року уряд Саудівської Аравії придбав 25% частки видобутку, а у січні 1974 р. — 60%. 1980 року було оголошено про передачу всього майна Арамко, яке розташоване на території Саудівської Аравії її уряду (з виплатою акціонерам компенсації й залишенням за ними права на переваги у закупці саудівської нафти), завдяки чому з того часу уряд Саудівської Аравії здійснює повний контроль над компанією.
Наприкінці XX сторіччя (1981 рік) на компанію припадало 23 % видобутку нафти. На межі XX—XXI сторіч Saudi Aramco залишався основним продуцентом нафти в Саудівській Аравії. 1992 року в країні добувалося близько 1,15 млн тонн нафти на добу, причому 97% видобутку припадало на Aramco. Діяльність компанії сприяла притоку в країну кваліфікованих кадрів і створенню нових робочих місць для саудівців.

### XXIстоліття
На початок XXI сторіччя (2007) Saudi Aramco контролювало родовища з запасами нафти близько 260 млрд барелів (99% запасів Саудівської Аравії), що становить близько 25% світових розвіданих запасів нафти. Крім того, компанія контролює видобуток природного газу на території країни, має сучасні нафто- та газопереробні заводи, флот сучасних супертанкерів. Річний оборот компанії оцінюється в 150—350 млрд доларів США і сильно змінюється в залежності від цін на енергоносії. Філії та дочірні компанії Saudi Aramco розташовані у Китаї, Японії, РФ, на Філіппінах, у Кореї, Сінгапурі, ОАЕ, США та Британії.
Компанія є державною нафтовою компанією Саудівської Аравії, 2010 року її вартість оцінювалася в $10 трлн, що робить її найдорожчою компанією планети. 11 грудня під час торгів на біржі компанія отримала оцінку в 1,88 трлн $, ставши таким чином найдорожчою компанією планети, обігнавши Apple та Microsoft.
2012 року через вірус у комп'ютерній мережі, компанія знищила ~30 тис. пристроїв.
За дев'ять місяців 2020 року саудівська компанія Saudi Aramco скоротила чистий прибуток майже у 2 рази в порівнянні з аналогічним періодом минулого року. Цей показник склав $35,015 млрд.
7 серпня 2023 року, нафтова компанія Saudi Aramco оголосила про прибуток за другий квартал 2023 року у розмірі $30,08 млрд, що є різким падінням, а саме на 38 %, порівняно з аналогічним періодом минулого року, коли ціни на нафту різко зросли після російського вторгнення в Україну – понад 130 доларів за барель.

### Атака дронів
14 вересня 2019 року компанію атакували йєменські дрони. Виникла гігантська пожежа, яку, однак, за кілька годин вдалося загасити. В той самий час вдвічі впав видобуток нафти. Ціни на нафту сильно зросли.

### Хакерська атака (2021)
В липні 2021 року хакери викрали 1 Тб даних організації, висунувши вимогу викупу розміром $50 млн у криптовалюті, щоб не розповсюджувати ці дані. Представники компанії підтвердили, що частина даних, опублікованих у даркнеті, належать Saudi Aramco та іншій компанії, колишньому партнеру.

## Опис

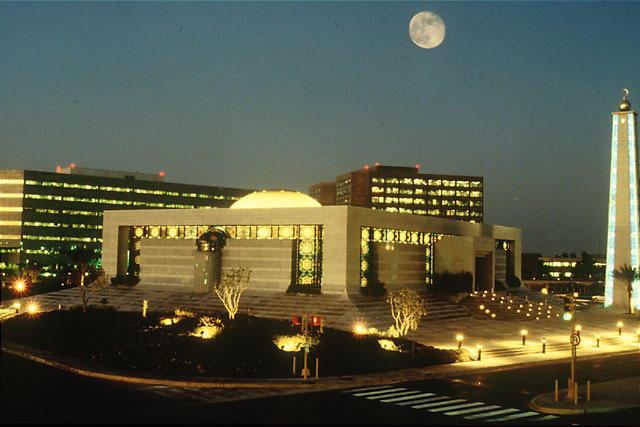
Головний офіс Saudi Aramco у Дахрані

Компанія спеціалізується на розвідці, видобутку, транспортуванні й перероблюванні нафти та попутного газу.
Арамко виступає у ролі підрядника у нафтовидобувній промисловості Саудівської Аравії та отримує платню у вигляді знижки з ціни на нафту. Наприкінці XX століття Арамко вела видобуток у східних районах країни на колишній концесійній території загальною площею 220 тис. км², на якій розвідано 47 нафтових родовищ (1982 р.), з них 15 експлуатувалися. Доведені та імовірні запаси нафти цих родовищ 24,4 млрд т, у тому числі доведені 15,5 млрд т (1980 р.), доведені та імовірні запаси газу 3,2 трлн м³. Видобуток нафти 478,9 млн т (1981 р.), газу — 53,4 млрд м³ (1980). Арамко забезпечує 98 % нафтовидобутку Саудівської Аравії і закуповує більшу частину видобутої нафти (71 % у 1981 р.), яка загалом експортується у країни Західної Європи, США та Японію. У 1982 р. число робітників Арамко склало 53,4 тис., у 2004 — 52,5 тис.
У 2020 році Saudi Aramco підняла ціни на арабський легкий сорт нафти на 80 центів за барель, установивши офіційну ціну для продажу легкої нафти в січні для країн Азії в 30 центів за барель.

## Фінансові показники
У другому кварталі 2021 року Saudi Aramco отримала $25,5 млрд чистого прибутку. Таким чином, зростання показника щодо першого кварталу того ж року, склало 19,2%. Чистий прибуток державної компанії Саудівської Аравії Saudi Aramco у третьому кварталі 2021 року становив 30,4 млрд дол., що у 2,6 рази вище за показники аналогічного періоду минулого 2020 року.